# 2092
Năm 2092. Trong lịch Gregory, nó sẽ là năm thứ 2092 của Công nguyên hay của Anno Domini; năm thứ 92 của thiên niên kỷ thứ 3 và của thế kỷ 21; và năm thứ ba của thập niên 2090.